# Melanotrichia vasudeva
Melanotrichia vasudeva är en nattsländeart som beskrevs av Schmid 1982. Melanotrichia vasudeva ingår i släktet Melanotrichia och familjen Xiphocentronidae. Inga underarter finns listade i Catalogue of Life.